# Lacrosse
För andra betydelser, se Lacrosse (olika betydelser).

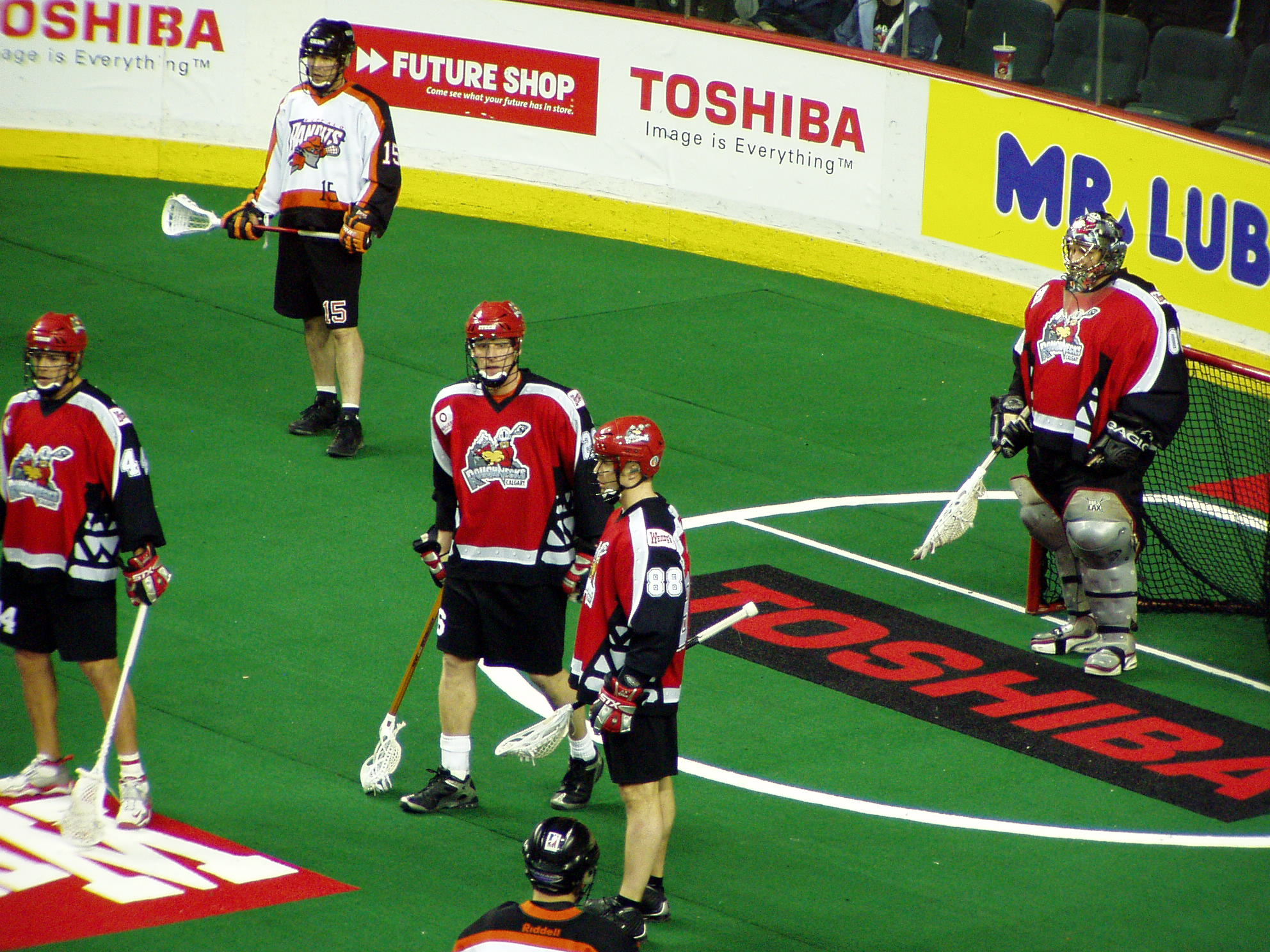
Lacrosselaget Calgary Roughnecks spelar en variant som kallas Boxlacrosse, där alla i princip är anfallare och man spelar inomhus.

Lacrosse (uttal: [lə'krɔs]) är en lagidrott som ursprungligen kommer från  nordamerikas urfolk och som spelas med racketliknande klubba och gummiboll. Sporten har nordamerikanskt ursprung och spelas i Kanada och USA både utom- och inomhus. Lacrosse är ett snabbt och hårt spel, och tacklingar är tillåtna.

## Historia
Lacrosse har nordamerikanskt, indianskt ursprung. Namnet på sporten kommer, via engelskan, från det kanadensiskfranska la crosse. Detta ord betyder egentligen 'kroken' och 'haken', och det syftar på den böjda klubba som används av spelarna.
Sporten var officiell OS-sport både 1904 och 1908. VM har spelats sedan 1967, och USA har där varit dominerande nation. Dessutom är lacrosse vanligt förekommande i bland annat Kanada, Storbritannien och Australien.

### Svensk lacrossehistoria
Lacrosse började spelas i Sverige 1987. Några få utövare började med stapplande steg att träna på Gärdet i Stockholm under överinseende av en inflyttad amerikan som missionerade idrotten i stockholmstrakten. Laget fick namnet Stockholm Lacrosse.
Stockholm Lacrosse behövde motstånd så 1989 uppvaktades ishockeyföreningen FoC Hockey från Farsta som erbjöds att träna lacrosse som ett alternativ till konventionell barmarksträning. Under hösten 1989 spelades en första, väldigt informell, SM-final. Dessa två lag bildade stommen till det svenska lacrosselandslag som gjorde sitt första internationella framträdande 1990 i dåvarande Tjeckoslovakien.
1992 delades lacrosse-gemenskapen i Stockholm upp i fyra väderstreck för att ligga till grund för fyra lag varav två finns kvar idag [När verifierades att det fanns två lag?], Farsta Cobras och Sundbyberg Lacrosse.
Svenska Lacrosseförbundet bildades 1993 för att sprida sporten i Sverige samt fungera som nationellt organ. Förbundet har bytt namn till Sverige Lacrosse.
1994 bjöds Sverige in att deltaga i Lacrosse-VM i Manchester. Turneringen innehöll för första gången två divisioner vilket tillät nybörjarnationer att tävla på samma villkor som de mer etablerade Lacrosse-nationerna USA, Kanada, Australien och England. Sverige placerade sig på femte plats i B-divisionen.
Under VM 1994 ansökte Sverige om medlemskap och godkändes som medlemmar i ILF (Internationella Lacrosseförbundet).
Följande år hölls det första Europeiska mästerskapet i Tjeckien. Sex nationer deltog och Sverige placerade sig återigen på femte plats. EM gav dock de medverkande Europeiska nationerna blodad tand och ELF (Europeiska Lacrosseförbundet) bildades. Det beslutades att EM i Lacrosse skulle hållas varje år med reservation för de år då VM spelades.
1997 anordnade det Svenska Lacrosseförbundet EM på hemmaplan. På Zinkensdamm i Stockholm spelade de sex nationerna mot varandra och för första gången bjöds även respektive nations damlandslag in vilket skapade stort intresse för turneringen internationellt. EM 1997 var en av de största utmaningar förbundet stått inför och var en stor framgång för svensk Lacrosse, både publikt och idrottsligt, då Sveriges herrar dessutom slutade på en hedrande tredje plats.
Sverige har sedan dess deltagit i de flesta internationella mästerskapsturneringarna. Fokus ligger dock på att sprida sporten i Sverige vilket har gjort att det idag finns 7 herrlag och 4 damlag runt om i landet samt juniorlag. Även Box lacrosse spelas i Sverige. Lacrosse spelas i Luleå, Stockholm, Västerås, Örebro, Göteborg, Karlstad, Linköping, och Lund.
I Europa har sporten vuxit med stormsteg. 16 nationer och 32 lag deltog vid EM i prag 2004 och Lacrosse spelas idag i samtliga nordiska länder. Sverige håller sin litenhet till trots hög internationell klass vilket fjärdeplatsen i EM 2004 visar.

#### Svenska lacrosseklubbar
- Farsta Lacrosse  (Stockholm)
- Göteborg Lacrosse
- Linköping och Norrköping Lacrosse KFUM
- Lund Lacrosse
- Nordia Lacrosse  (Stockholm)
- STIL Lacrosse (Luleå)
- Sundbyberg Lacrosse (Stockholm)

## Utbredning
Spelet är störst i Nordamerika, i synnerhet i USA och i Kanada där den har status som nationalsport (sommar).

### Lacrosse i Sverige
Sverige Lacrosse är det nationella idrottsförbundet för Lacrosse i Sverige och grundades 1992. Sverige Lacrosse består i dagsläget (2015) av 12 registrerade klubbar och 255 licensierade spelare.   
Sverige Lacrosse främjar och stödjer alla former av herr-, dam- och ungdomslacrosse oavsett om det spelas på en gräsplan, i en rink eller gymnastiksal. Förbundets är 2018 inte antaget som specialistidrottsförbund inom Riksidrottsförbundet men har visionen att uppnå detta och att delta med ett dam- och herrlandslag i OS 2024.
I maj 2021 upptogs lacrosse som idrott i Svenska Baseboll- och Softbollförbundet. Därmed får lacrosse tillgång till riksidrottsförbundet. 
Svensk Lacrosse håller en hög internationell standard. Sveriges herrar är regerande EM-bronsmedaljörer från EM i Holland 2012 och Sveriges damlandslag är rankade på fjortonde i Europa efter EM i Tjeckien 2015.
I Lacrosse-VM 2014 som spelades i Denver, USA placerade sig det svenska herrlandslaget på 11:e plats. Damlandslaget är sedan VM 2013 rankade på en 17:e plats i världen.

## Regler
Centralt inom sporten är den speciella, racketliknande lacrosseklubban, crossen. Den är böjd och har ett trangulärt nät runt böjen, ett nät som används som en håv för att fånga och i vissa lägen även transportera bollen. Crossen är max 183 cm lång och dess "håv" är max 30,5 cm bred. Klubban får användas för att slå på motståndarens klubba eller handskar, och tacklingar är tillåtna. 
Bollen är av gummi, med en omkrets om cirka 30 cm och en vikt på ungefär 145 gram.
Spelet skiljer sig något, beroende på om det är herr- och damlag som tävlar. Dessutom är reglerna för inomhusspel anpassade för de mindre ytorna (jämför futsal–fotboll, innebandy–bandy/landhockey).

### Utomhusregler
I spel utomhus spelar herrlag med tio och damlag med tolv spelare. Herrar spelar matcher om 4x15 minuter, på en cirka 100x55–64 meter stor plan. Damerna spelar 2x25 minuter på en 82–100 meter lång plan (mellan de båda målen); sid- eller kortlinjer saknas, men i praktiken är 110x75 meter den praktiskt användbara spelytan.
Målen är 1,83 meter höga och 1,83 meter breda. Spelplanen fortsätter även bakom målen, vilken möjliggör spel runt målen, i likhet med bland annat ishockey.

### Crossar (klubbor)

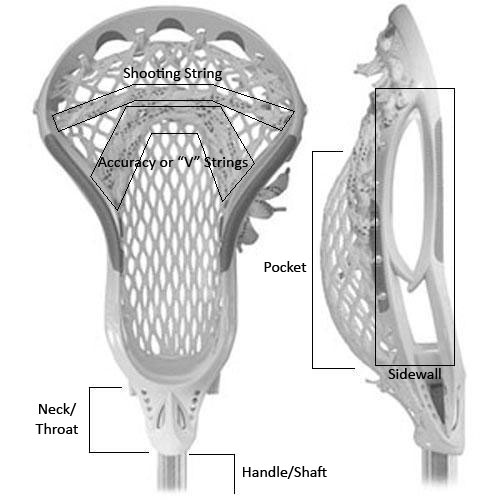
Håven på crossen.

- Anfall/mittfält: Mellan 101 cm (40") och 106 cm (42") långt skaft i aluminium, titan, komposit eller trä. Håven är i plast, med ett innermått på mellan 10 cm (4") och 25 cm (10"). Håven har snören eller lädersträngar som "korg".
- Försvar: Mellan 132 cm (52") och 182 cm (72") långt skaft. Håven likadan som anfallarnas.
- Målvakt: Mellan 101 cm (40") och 182 cm (72") långt skaft. Håven betydligt större, med ett innermått på upp till 38 cm (15").

## Medlemmar i World Lacrosse
- Afrika
  -  Ghana
  -  Kenya
  -  Uganda
- Amerika
  -  Argentina
  -  Barbados
  -  Bermuda
  -  Chile
  -  Colombia
  -  Costa Rica
  -  Ecuador
  -  Guatemala
  -  Haiti
  -  Irokeser
  -  Jamaica
  -  Kanada
  -  Mexiko
  -  Peru
  -  Puerto Rico
  -  USA
- Asien
  -  Filippinerna
  -  Hongkong
  -  Japan
  -  Kina
  -  Kinesiska Taipei
  -  Malaysia
  -  Qatar
  -  Singapore
  -  Sydkorea
  -  Thailand
- Europa
  -  Belgien
  -  Bulgarien
  -  Danmark
  -  England
  -  Estland
  -  Finland
  -  Frankrike
  -  Grekland
  -  Kroatien
  -  Irland
  -  Israel
  -  Lettland
  -  Luxemburg
  -  Nederländerna
  -  Norge
  -  Polen
  -  Portugal
  -  Ryssland
  -  Schweiz
  -  Serbien
  -  Skottland
  -  Slovakien
  -  Slovenien
  -  Spanien
  -  Sverige
  -  Tjeckien
  -  Turkiet
  -  Tyskland
  -  Ukraina
  -  Wales
  -  Österrike
- Oceanien
  -  Australien
  -  Nya Zeeland